# ポリス・ストーリー2/九龍の眼
『ポリス・ストーリー2/九龍の眼』（ポリス・ストーリーツー/クーロンズ・アイ、原題：警察故事續集、英語題：Police Story 2）は1988年に公開された、ジャッキー・チェン主演のアクション/コメディ映画。
『警察故事（邦題: ポリス・ストーリー/香港国際警察）』の続編であり、1作目に物語が連結しているが、日本劇場公開時の邦題は『九龍の眼/クーロンズ・アイ』で、『ポリス・ストーリー/香港国際警察』の続編というニュースソースは扱われなかった。ビデオ化および廉価版ビデオの発売に際してもその邦題のままだったが、『ポリス・ストーリー3』の日本公開およびビデオ化後の廉価版ビデオ再発売時に『ポリス・ストーリー2/九龍の眼』に改題された。

## 概要
爆弾を使用した凶悪犯グループと警察の死闘を描いたシリーズ第2作。序盤は前作の仇役チュウや部下たちが繰り広げる復讐の物語が展開するが、中盤から、爆弾テロを楯に巨額の金を要求する凶悪犯の物語へと展開がシフトする。終盤辺りに花火工場で爆弾犯と乱闘するシーンは恋人のメイも一緒に戦うなど1作目よりエンターテインメント性が強くなった作品。邦題の九龍は香港の地名である。
最大の仇役として登場する発話障害の男性に扮するのはジャッキー・チェンのスタントマンチーム「成龍班」のスタント・コーディネーター、ベニー・ライ。後年の作品『酔拳2』のロー・ワイコンや『ゴージャス』のブラッドリー・ジェームス・アランら「足技の強い仇役」の先駆けとしてスピーディで華麗な足技を見せ、クライマックスの激闘を盛り上げた。

## ストーリー
麻薬王チュウ・タオ（チュウ・ヤン）の逮捕で功績を上げたはずのチェン・カクー刑事（ジャッキー・チェン）だったが、署長（ラム・コーホン）や上司（トン・ピョウ）からは、祝辞どころか捜査の過程で多くの公共施設に損害を与えたことを咎められ、結局交通課へ異動となった。
だが病気を理由にチュウは釈放され、チェンと恋人のメイ（マギー・チャン）らに陰湿な嫌がらせを始める。さらにチェンとメイは、チェンの激務のせいですれ違いが続き、次第に疎遠になってしまう。
そんな折、デパートに爆破予告の電話があった。偶然店内に居合わせたチェンは、とっさに非常ベルを鳴らして客を外へ避難させたが、結局何も起きないまま悪戯と思われ、客たちが帰ろうとした矢先にデパートが爆破された。しかしそれは、これから起こる大事件の序章に過ぎなかった。

## キャスト
| 役名             | 俳優               | VHS版      | DVD・BD版  |
| ---------------- | ------------------ | ---------- | ---------- |
| チェン・カクー   | ジャッキー・チェン | 石丸博也   | 石丸博也   |
| メイ             | マギー・チャン     | 麻上洋子   | 小林沙苗   |
| チョウ           | トン・ピョウ       | 大山豊     | 宝亀克寿   |
| 署長             | ラム・コーホン     | 曽我部和恭 | 森田順平   |
| ミス・コオ       | クリスタル・コオ   |            |            |
| チュウ・タオ     | チュウ・ヤン       | 幹本雄之   | 秋元羊介   |
| ジョン・コー     | チャーリー・チョウ | 広瀬正志   | 相沢まさき |
| キム             | マース             | 荒川太朗   | 岡哲也     |
| クレイジーファイ | チ・ワイ・ダイ     | 吉村よう   |            |
| 聴覚障害の犯罪者 | ベニー・ライ       | 津久井教生 | 杉村憲司   |
| ファン社長       | クワン・サン       | 島香裕     | 藤本譲     |
| ジミー           | ガム・コーウェイ   | 関俊彦     |            |
| 刑事             | ラウ・チンワン     | 関俊彦     |            |
| ウォン           |                    | 中田和宏   | 山野井仁   |
| ヨン             |                    | 沢木郁也   |            |
| コウ             |                    | 津久井教生 |            |
| ムイ             |                    | 勝生真沙子 |            |
| キン             |                    | 稲葉実     |            |
| フェイ           |                    | 島田敏     |            |
| サン             |                    | 津久井教生 |            |

- VHS版：ポニー・キャニオンから発売のビデオ(ノーカット収録)。1989年10月27日、フジテレビ『ゴールデン洋画劇場』初放送。
- DVD・BD版：パラマウントから発売(2010年12月17日発売)の再発売DVD(それ以前の他社発売分は字幕のみ)とBDにて1の新録吹き替え版と同様のキャストのものが収録。演出：市来満

※2014年末以降に発売されたBD版には上記のビデオ版・新録版の2種類が収録。

## スタッフ
- 監督・原案・脚本・武術指導・アクション監修：ジャッキー・チェン
- 製作総指揮：レイモンド・チョウ、レナード・ホウ
- 製作担当：ウィリー・チェン
- 製作・脚本：エドワード・タン
- 音楽：マイケル・ライ
- 監督補：チャン・チーワー
- 武術指導クルー：ジャッキーチェン・スタントチーム (成家班)
- 主題歌：『英雄故事』ジャッキー・チェン
- 製作会社：ゴールデン・ハーベスト、ゴールデン・ウェイ・フィルムズ

## バージョン違いなど

### 幻の初期版
本作はもともと完成版とは相当に異なる内容の脚本であり、撮影もほぼ済んでいたものの、ラッシュを見たジャッキーがストーリーの弱さを危惧し、途中で脚本を全面的に改訂、大幅な録り直しとなった。そのため公開時期も大幅にずれ込んでいる。内容上でも前作から連投の暴力団一味の復讐物語が唐突に終わってしまい、爆弾魔を主体とした別のストーリーに切り替わっているのはその名残と言われる。
日本でも撮影当時（1987年）の映画雑誌『ロードショー』などには、完成版とは大きく異なる展開のあらすじ（爆弾魔の親玉が暴力団組長チュウ・タオとなっている）が紹介されているほか、完成版には全く登場していない女優エミリー・チュウが「本作のヒロイン」として紹介されており、彼女とジャッキーらによる幻の本編カット及び初期の報道用スチル等が数多く掲載されている。エミリーは「ジャッキー扮するカクー刑事をうまく騙して極秘捜査をすっぱ抜いたものの、事件に首を突っ込みすぎたために危機に見舞われる記者」という役回りで、前作のブリジット・リンに代わる第2のヒロインという立場だったが、結局ストーリーが全面改訂となった際に彼女の存在は完全に消滅してしまい、本来なら主演級であった彼女は、完成作品には1カットも登場していない。
また、一部の海外メディアでは、さらに異なる内容で撮影され、ほぼ完成していたと言われる「さらに別のバージョン」が存在していたと報道されており（こちらは警察内部に黒幕がいるという内容）、製作現場の混乱が窺える。

### バージョン違い
本作は公開地域によって編集違いが存在する。オリジナル版（香港公開版）では105分のバージョンであったが、日本公開版は121分と、2時間を超える尺となっていた（ビデオ・LDもこのバージョンで発売された）。なお2012年現在本作は香港フォーチュンスター社が製作した121分版のマスターを使用したDVDが発売されているが、シーンの長さなどが日本公開版とは微妙に異なっており、エンドロールのNG集も日本公開版とは異なり、日本版に収録されていないNGシーンが3カット見られる。なお、台湾公開版もまた内容が少し異なっていて、109分のバージョンになっている。冒頭の前作のダイジェストシーンがカットされていて、日本版にも香港版にもないチェンとメイと叔母の3人がレストランで食事をしているシーンが存在する。このシーンはチェンとメイが車で自宅に戻り、悪党が嫌がらせをしてチェンが追い払いメイがバケツで水をチェンにかけてしまうシーンにつながる。このシーンは台湾版ビデオで確認できる。それからエンディングのNG集は香港版と同じ。また、この作品の為にジャッキーが歌う新たな主題歌『アイ・ニード』(「我要沖霄（陪我覓我路）」)が録音されたが日本公開版には使用されてない。なお、その曲はジャッキーのアルバム「香港最愛」(1988年発売)に収録。

## 作品解説
- 当時、ジャッキー映画史上最高の5000万香港ドル（約8億円）と出演人数6000人を投入して製作された。
- 日本では「夏休み映画」として、香港に先駆けて劇場公開された。ポスター、チラシなどのキャッチコピーは“ジャッキー・チェン「監督・主演」10本（『バトルクリーク・ブロー』と『プロテクター』の香港公開版をジャッキー監督作品としてカウントしている）記念超大作”として公開され、できあがったフィルムから順次日本に送られ編集して公開されたほど、当時の日本でのジャッキー人気は凄まじかった。
- 製作の開始時期については、1987年秋に共に製作準備が開始された『奇蹟/ミラクル』が、脚本の練り直しのため中断し、また、サモ・ハン・キンポー監督による『サイクロンZ』の撮影が入ったため、本作も中断され、翌1988年に『サイクロンZ』の撮影終了後にクランクインしたものと思われる。また、『サイクロンZ』撮影中に受けた雑誌のインタビューにも次回作は「警察故事續集（ポリス・ストーリー2）」というタイトルで『警察故事（ポリス・ストーリー/香港国際警察）』の続編だと明かし、できるだけ早くクランクインしたいと答えている。
- ラストシーンのアクション撮影中にマギー・チャンが頭部を負傷、NGシーンで頭から血を流しているマギーと処置するスタッフの様子が見られる。ちなみに、その瞬間の映像は日本劇場公開版のエンディングのNGシーンではカットされた。なお、その後のマギーのシーンは、クリスタル・コオが代役している。
- また、日本公開版と香港公開版はエンディングに使用されている主題歌が異なっている。日本公開版は香港より先に公開されたため、本来の主題歌の挿入が間に合わず、前作と同じ主題歌「英雄故事（ポリス・ストーリーのテーマ）」が収録されている。香港公開版は本作用の主題歌「我要沖霄（または陪我覓我路[2]）」が挿入されている。ちなみに、台湾公開版も日本版と同じ「英雄故事」が挿入されたバージョンだった。